# Омелянович-Павленко Іван Володимирович
Іва́н Володи́мирович Омеляно́вич-Павле́нко (31 серпня 1881, Баку — 8 вересня 1962, Чикаго) — український військовий діяч, полковник російської армії (командир 8-го гусарського полку), за доби УНР — командир Сердюцького Лубенського полку, кошовий Харківського козацького коша, інспектор кінноти армії УНР, командир Окремої кінної дивізії армії УНР в 1920 р. Під час боротьби ЗУНР проти поляків прикомандирований з ДАУНР в УГА — командир групи «Наварія» під Львовом, генерал-хорунжий Армії УНР.
Молодший брат Михайла Омеляновича-Павленка.
Відповідно до українського законодавства є борцем за незалежність України у XX столітті.

## Життєпис
Народився у Баку (Російська імперія, тепер Азербайджан) у дворянській родині. Батько — Володимир Омелянович Павленко — генерал від артилерії, син Омеляна Павленка — сотника Задунайського козацтва, яке в 1829 р. повернулося з Османської імперії до Російської імперії. Мати Олександра походила із роду грузинських князів Русієвих-Курцебашвілі.
З 1901 року — офіцер російської армії.

### Перша світова війна
У роки Першої світової війни 1914—1918 — полковник російської армії. Командував 8-м гусарським полком, який він українізував у 1917 році.

### Визвольні змагання (1918—1920)

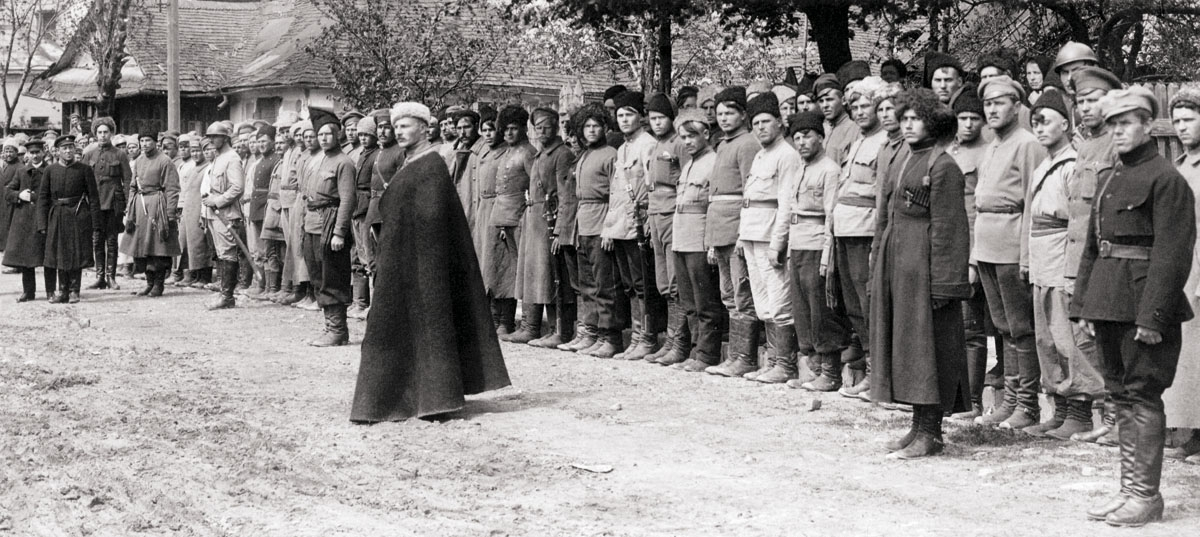
Огляд війська Симоном Петлюрою (ліворуч). Іван Омелянович-Павленко (в центрі), травень 1920

Уряд Директорії та вище командування Армії УНР після наради в Ялтушкові, 7.11.1920 р.
Перший ряд: Іван Омелянович-Павленко (1), Симон Петлюра (2), Михайло Омелянович-Павленко (3), Гаврило Базильський (4).
Другий ряд: Андрій Лівицький (5), Олександр Саліковський (6).
Третій ряд: Євген Архипенко (7), Олександр Удовиченко (8), Олексій Галкин (9), Олександр Загродський (10), Пінхас Красний (11), Марко Безручко (12), Андрій Долуд (13), Петро Ліпко (14), Андрій Гулий-Гуленко (15), Сергій Тимошенко (16)

Перед врученням Залізних Хрестів «За Зимовий похід і бої» в таборі Вадовиці, Польща, 27 лютого 1921 р.
Зліва направо: Андріан Марущенко-Богдановський, Юрій Тисаревський, Іван Омелянович-Павленко, Атаназій Гонта, Грицько Скоблик, Олександр Коломенський, Дмитро Жупінас

У червні 1918 року, за Г.Базильським, очолив 11-у дивізію, начальником штабу залишився підполковник О.Рак. У 1918–1920 — командир Сердюцького кінного Лубенського полку, згодом — кошовий отаман Харківського козацького коша.
У грудні 1918 — лютому 1919 рр. у Галицькій армії командував групою «Наварія» в битві під Львовом.
Улітку 1919 р. — інспектор кавалерії Армії УНР.
Навесні 1920 р. організував і очолив Окрему кінну дивізію — найбільше оперативне з'єднання Армії УНР.
Після поразки УНР перебував в еміграції в Польщі. У часі розслідування по «справі генерала Базильського» в знак протесту написав відвід з посади, 8 липня 1921 року офіційно звільнений з посади військового міністра.
З 1923 жив у Празі.

### Друга світова війна
У червні 1941 І. Омелянович-Павленко сформував на Поділлі 109-й поліційний батальйон. За кілька місяців цей підрозділ було перетворено в міську поліцію в Білій Церкві, а на початку 1942 — в 109-й батальйон допоміжної поліції (Шуцманшафт) у Вінниці. Командуючи цим батальйоном, був українським комендантом Вінниці, брав участь у боях проти радянських партизанів. За даними історика Ярослава Тинченка, намагався захищати місцеве населення, зокрема рятував від смерті вінницьких євреїв.
Полковник Михайло Садовський у листі генералу УНР Всеволоду Петріву від 23 жовтня 1941 р. писав:
«Вже багатьох наших людей, офіцерів і цивільних, відправили ми на звільнені наші землі. Офіцери зазвичай займають посади комендантів поліції. Навіть генерал Омелянович-Павленко (молодший) займає посаду такого коменданта по Вінницькому округу. Частина наших офіцерів полягають у ролі перекладачів при німецькій армії».
У 1942 був перекинутий німецьким командуванням до Білорусі для боротьби з партизанами.
У квітні 1943 109-й батальйон, який виявив себе дуже надійною бойовою частиною, але зазнав у боях важких втрат (близько 120 чоловік), відтягнуто до Вінниці. Тут відбулося нагородження вояків, що відзначились, і поповнення частини місцевими добровольцями, яких виявилось напрочуд багато.
У червні батальйон переводять до Житомира, де керівництво окружної поліції, вочевидь боячись повторення випадку із 108-им шуцбатальйоном, повністю змінює командування частини й арештовує членів ОУН. Омеляновича-Павленка переводять на посаду керівника вінницької районної поліції, тоді як всі керівні посади займають німці (хоча номінальним комендантом частини залишається український сотник Фещенко-Чопівський). Цей крок викликав різке незадоволення вояків, більшість яких під час першого ж виїзду на операцію здійснили масовий перехід на бік УПА. Залишки батальйону влито до 33-го поліційного полку СС.
З липня 1943 працював над створенням Української визвольної армії.

### Післявоєнне життя
У 1944 емігрував до Німеччини, після війни переїхав до США.
Його дружиною Була Фатима Гнатівна Гаєвська (1895-1969) - українська актриса, відома як Фатима Омелянович-Павленко. Вона - дочка відомого театрального діяча Гната Казимировича Гаєвського (1858-1919) та Марії Петрівни Левченко, народженої в Полтаві. Гаєвські - шляхетський рід, Левченки - полтавський козацький рід.
У Івана Омеляновича-Павленка народився син Микола, було троє онучат. Всі жили в Чикаго.
Помер генерал у Чикаго, похований разом з дружиною на українському православному цвинтарі в Саут-Баунд-Бруку, штат Нью-Джерсі.

## Нагороди

### Нагороди УНР
- Хрест Симона Петлюри
- Воєнний хрест

### Нагороди Російської імперії
- Орден Святого Георгія 4-го ступеня
- Орден Святої Анни 3-го ступеня з мечами і бантом
- Орден Святої Анни 4-го ступеня з написом «За хоробрість»
- Орден Святого Станіслава 2-го ступеня з мечами
- Орден Святого Станіслава 3-го ступеня з мечами і бантом
- Георгіївська зброя

### Нагороди Третього Рейху
- Відзнака для східних народів 2-го класу в бронзі з мечами